# Hercostomus rostellatus
Hercostomus rostellatus är en tvåvingeart som först beskrevs av Friedrich Hermann Loew 1871.  Hercostomus rostellatus ingår i släktet Hercostomus och familjen styltflugor. Inga underarter finns listade i Catalogue of Life.